# Aspern (Schiff)
SMS Aspern war ein Kleiner Kreuzer der k.u.k. Kriegsmarine und das zweite Schiff der Zenta-Klasse. Sie absolvierte mehrere Auslandseinsätze und wurde, obwohl technisch bereits veraltet, noch im Ersten Weltkrieg eingesetzt. Nach dem Krieg wurde sie den Siegern als Beute zugesprochen und anschließend zur Verschrottung verkauft. Benannt war das Schiff nach der Schlacht bei Aspern von 1809.

## Baugeschichte
In ihrem Gesamtkonzept der allgemeinen Entwicklung hinterherhinkend, sah sich die k.u.k. Kriegsmarine 1896 gezwungen zwei neue Kreuzertypen auf Kiel zu legen. Dies betraf einerseits die Kaiser-Karl-VI.-Klasse als gepanzerten Kreuzertyp und die Zenta-Klasse in einer ungepanzerten Ausführung. Entworfen wurde die Zenta-Klasse von dem Konstrukteur Siegfried Popper, der mit diesem Schiff der Forderung nach großem Aktionsradius bei relativ hoher Geschwindigkeit nachkommen konnte, womit auch die Bedingungen für Aufklärungs- und Sicherungsdienst in den Überseegebieten erfüllt waren. Dafür war auch eine Hilfsbesegelung von insgesamt 586 m² vorgesehen, die sich jedoch bald als überflüssig erweisen sollte. Die lebenswichtigen Bereiche waren durch ein gewölbtes, leicht gepanzertes Oberdeck geschützt. Als Bewaffnung wurden ausschließlich Geschütze der Firma Škoda verwendet.
Als Österreich-Ungarn diese Klasse auf Kiel legte, besaß Italien bereits drei, Deutschland sechs, Frankreich fünf und Großbritannien 33 dieser Schiffe. Dies verdeutlichte wiederum die Schwerfälligkeit und das schneckenhafte Tempo, mit der die österreichisch-ungarische Administration zu arbeiten pflegte – die Schiffe dieser Klasse galten bei ihrer Indienststellung bereits als veraltet und hätten schon 1910 ersetzt werden müssen. Trotzdem waren sie bei Kriegsbeginn gefechtsbereit, auch wenn sie von geringem Nutzen und dementsprechend nur wenig in Kampfhandlungen verwickelt waren.
Der Kreuzer wurde am 4. Oktober 1896 im Seearsenal in Pola auf Kiel gelegt, der Stapellauf erfolgte am 3. Mai 1899 und die Indienststellung am 29. Mai 1900. Die Aspern wurde nach ihrem Schwesterschiff Zenta fertiggestellt und vor der Szigetvár. Die Fertigstellung hatte sich verzögert, weil man zwischenzeitlich die für das Schiff vorgesehenen Geschütze an Spanien verkauft hatte.

## Einsätze
- Sommer 1900: Teilnahme an der Niederschlagung des Boxeraufstandes in China[1][2]
- 1903 – 1905: Stationsschiff in Ostasien
- 1905: Teilnahme an der Flottendemonstration in der Levante
- 1907: Gemeinsam mit der Sankt Georg in die Vereinigten Staaten zum Besuch zur 300-Jahr-Feier von Jamestown/Virginia
- 1909 – 1910: Stationsschiff in Triest
- 1912: Teilnahme an der Flottendemonstration in der Levante
- 1913: Anlässlich des Balkankrieges Flottendemonstration vor der Montenegrinischen Küste. Sicherung bei der Räumung von Skutari.
- 1914: Patrouillenfahrten im Adriatischen Meer
- 29. Dezember 1915: Innerhalb eines Verbandes zur Verstärkung der sich im Gefecht befindlichen Helgoland-Gruppe ausgelaufen.
- 2. August 1916: Unterstützungsgruppe für zwei sich im Gefecht befindliche k.u.k. Zerstörer. 45-minütiges Feuergefecht mit dem britischen Kreuzer Liverpool, dem italienischen Kreuzer Nino Bixio und acht italienischen Zerstörern. Keine eigenen Schäden oder Verluste.
- 14. März 1918: Als Wohnschiff des Seeminenkommandos in Pola bestimmt.
- 15. März 1918: Außer Dienst gestellt.

## Verbleib
Ende Januar 1920 durch alliierte Marinedelegation Großbritannien zugesprochen. Anschließend nach Italien verkauft und dort abgewrackt.

## Technische Daten
- Wasserverdrängung: 2417,32 ts / 2522,64 ts max
- Länge: 96,4 m
- Breite: 11,93 m
- Tiefgang: 4,48 m
- Antrieb: 8 Yarrow-Wasserrohr-Kessel, 2 stehende 4-Zylinder-3-fach-Expansionsmaschinen, 2 Schrauben
- Leistung: 7200 PSi
- Höchstgeschwindigkeit: 21 Knoten
- Fahrstrecke: 3800 sm bei 12 Knoten
- Bewaffnung: 8 × 12-cm-L/40-Kanonen von Škoda in Einzellafetten – 8 × 4,7 cm L/44 SFK – 2 × 47 mm L/33 SFK – 2 × 45-cm-Überwasser-Torpedorohre seitlich
- Panzerung: Deck 20 – 50 mm – Geschützschilde 45 mm – Kommandoturm 50 mm – Geschützerker 35 mm
- Besatzung: 292 Mann

## Namensgebung
Benannt wurde das Schiff nach der Schlacht bei Aspern.